# リュズ
リュズ (Luz, 1972年1月7日 - ）は、フランスの漫画家（バンド・デシネ）、風刺画家、イラストレーターである。本名ルナルド・リュジエ（Renald Luzier）、トゥール出身。1992年から『シャルリー・エブド』、『ラ・グロス・ベルタ』などの風刺新聞に画を掲載し、2003年からは『フリュイド・グラシアル』にも参加するほか、音楽関連の雑誌にも寄稿している。

## 経歴

### 左派の風刺漫画家
リュズは1990年代から漫画新聞『プシコパ (Psikopat)』に画を掲載するようになり、1994年から風刺月刊誌『シアン・メシャン (Chien Méchant) (猛犬注意)』の編集長を務めている。
1992年に、湾岸戦争に反対するために創刊された『ラ・グロス・ベルタ』（1991年1月創刊、1992年12月廃刊）に参加。同年、活動を再開した風刺新聞『シャルリー・ヘブド』にも風刺画を掲載し、やがて、同紙において中心的な役割を果たすようになった。『シャルリー・ヘブド』は左派の新聞で特に極右を標的にしているが、1997年に極右政党「共和国運動」党首ブルーノ・メグレの妻カトリーヌ・メグレがヴィトロル市の市長に就任すると、リュズは「メグレ夫妻がヴィトロル市を牛耳る (Les Mégret gèrent la ville)」と題するコラムを連載し、極右の人種差別的政策などを非難した。1998年にこのコラムをまとめたものが『シャルリー・ヘブド』の特集号として発行されると、メグレ夫妻は「顔に泥を塗られた」として訴訟を提起し、25万フランの損害賠償金を請求したが、第一審でも第二審でも「表現の自由の妥当な範囲内である」として、無罪になった。
2002年フランス大統領選挙の第一回投票で、事前の予測に反し、社会党のリオネル・ジョスパン首相が敗退し、極右政党「国民戦線」のジャン＝マリー・ル・ペンが決選投票に進んだことにショックを受け、『Cambouis (汚れた油)』という冊子を作成し、配布した。ジャン＝マリー・ル・ペンを当選させないためにはジャック・シラクに投票するしかなかった。表紙には、決選投票で目を覆いながら投票箱に投票用紙を入れる男が描かれている。

### 音楽関連活動
リュズはまた音楽ファンでもあり、音楽・映画・演劇・文学などの芸術一般を対象とする週刊誌『レザンロキュプティブル』にコラムを掲載するほか、ルービン・シュタイナー (Rubin Steiner) のアルバム『OuMuPo3』のイラストを描いているが、イラストレーターとしての活動に留まらず、やがて、「エリゼ・モンマルトル」、「ポップイン (Pop In)」、「トリュスケル (Truskel)」などのクラブやディスコでディスクジョッキーをするようになった。
コンサートに足しげく通っていた彼は、後に（2015年11月）、パリ同時多発テロ事件の際にバタクラン劇場で約90人が死亡したことについて、「あちこちのコンサートでバタクランの犠牲者とすれ違っていた可能性が非常に高い」として、ル・モンド社の雑誌『M』に犠牲者への追悼の画を掲載した。

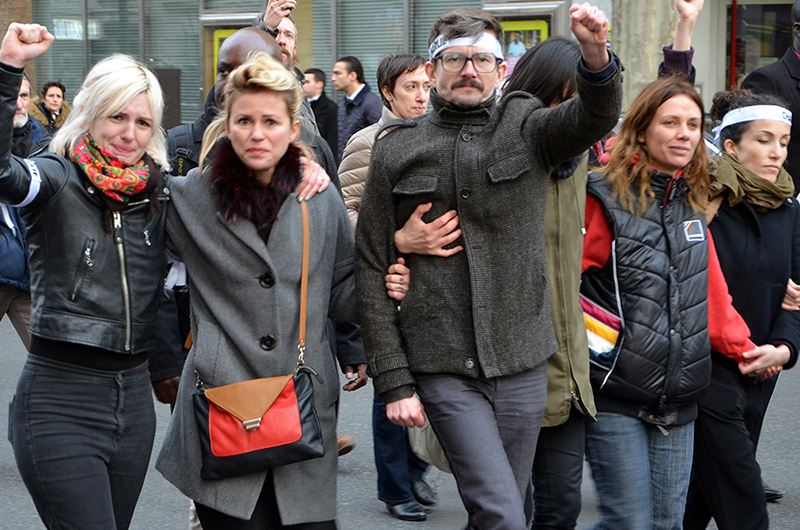
「共和国の行進」の先頭を歩くリュズ、カミーユ、シャルリーの仲間たち

### シャルリー・エブド襲撃事件
2015年1月7日、『シャルリー・エブド』の風刺画家らがイスラム過激派に殺害される事件（シャルリー・エブド襲撃事件）が起こった。
この日は編集会議が行われていたが、偶然にも誕生日だったリュズは妻のカミーユ・エマニュエル(ジャーナリスト) が誕生日を祝ってくれたために遅刻して難を免れた。1月11日にシャルリー・エブド襲撃事件および翌々日に発生したユダヤ食品店人質事件の犠牲者を追悼すると同時に、テロリズムを糾弾し、表現の自由を訴える全国規模の大行進「共和国の行進」が行われた際には、最前列に立って行進したが、一方でこうした政府主導のデモにより『シャルリー・エブド』が「象徴としての責任」を負わされ、政治的に利用される危険性があることを指摘した。

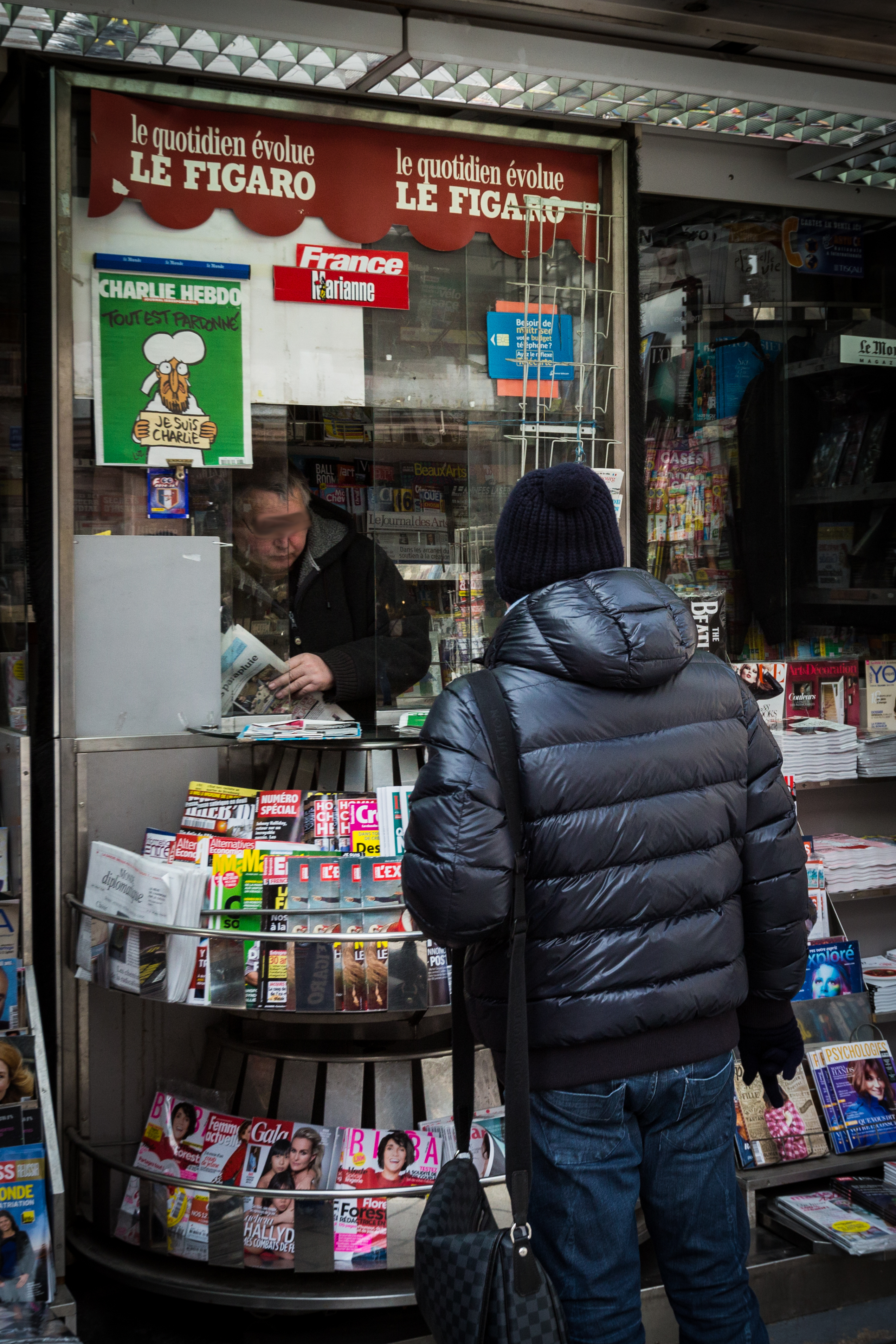
表紙画のポスターが貼られたキオスク

事件の1週間後の1月14日には所謂「生存者の号」(シャルリー・エブド第1178号) が発行された。「すべて赦される」という見出しのもと、「Je suis Charlie」と書かれた紙を持って涙を流すムハンマドの表紙画を描いたのはリュズだった。
この前日、事件後に『シャルリー・エブド』が一時的に編集部を置いていたリベラシオン社でジェラール・ビアール、パトリック・プルーとともに記者会見に臨んだ。「共和国の行進」に各国首脳が多数参加したことについては、言論を弾圧する国からも参加があったことを皮肉り、「ブロガーを牢屋に入れて鞭打ちの刑に処するような国はシャルリーではない」と、イスラム教を侮辱したとしてブロガーのライフ・バダウィを逮捕し、鞭打ち1,000回の刑を言い渡したサウジアラビアを批判した。また、『シャルリー・エブド』に対する批判については、「ユーモアは誰も殺さない。すべての人間の感情を考慮しなければならないとしたら、もはや鉛筆を捨てるしかない」と語った。

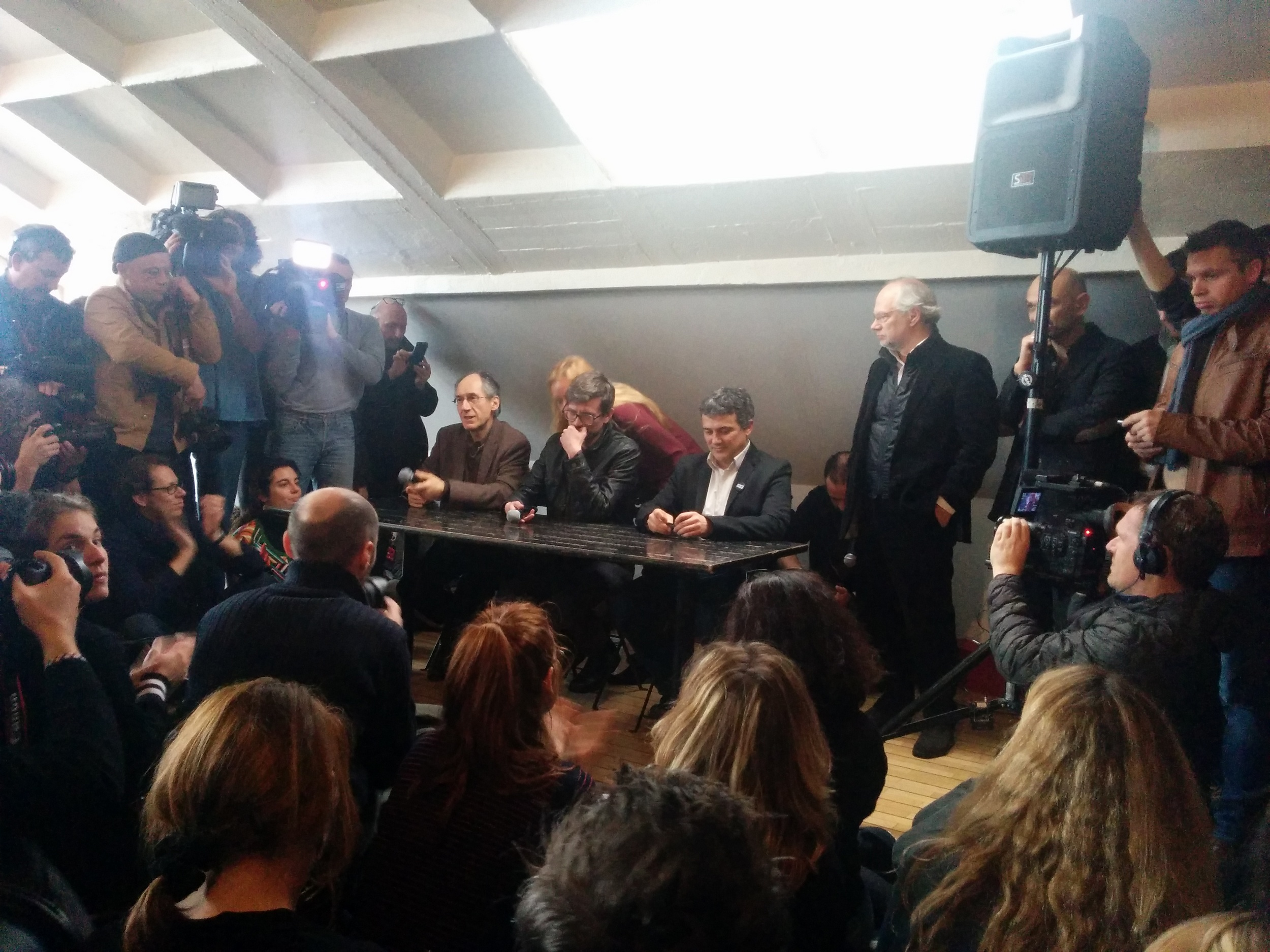
事件後の記者会見 (リベラシオン社にて); 中央がリュズ

ナイジェリア、パキスタン、トルコ、アルジェリア、チュニジア、イランなどのイスラム諸国ではこのムハンマドの画に対する激しい抗議デモが起こった。リュズは、「たいていのイスラム教徒はシャルリー・エブドのことなど気にもかけていないと思う。だから、イスラム教社会全体が（あの画で）侮辱されたと言う人々（そんなふうに言う権利があると勝手に思い込んでいる人々）こそ、イスラム教徒をバカ扱いしているのだ。われわれはイスラム教徒をバカ扱いしない」と抗議している。
2015年4月、リュズは、「もうムハンマドは描かない」と発表し、「ムハンマドにはもう興味がない」と説明した。
2015年5月、「個人的な理由により、9月にシャルリー・エブドを去る」と発表し、「もうシャルリーではなくなるが、これからもずっとシャルリーだ」と語った。
同じく2015年5月に事件当日の様子やその後の苦しみ、そしてわずかなりとも希望を見出すまでの経緯を画で綴った『Catharsis (カタルシス)』を発表。『フィガロ』紙は、この本は「悪夢、重度の不眠やパラノイア、神経症の苦しみ、解放の糸口となった妻との愛の営み、そして何よりも画を描き続けることができるかどうかという不安」を語っているとし、『レクスプレス』紙は、「非常に個人的な闘い・・・自分を見失うまいとして闘い、勝利を収めた一生存者の物語」と評した。この本は増刷を重ね、早くも発売後1か月間に第3刷で9万部印刷されることになった。
2018年11月、漫画家・風刺画家として身を立てるためにパリに上京した当時のこと、リュズの才能を最初に見出したカビュとの出会い、親しかったシャルブほか『シャルリー・ヘブト』の他の風刺画家らとの思い出などを画で綴り、「なぜ描き続けるのか」と自らに問う画集『Indélébiles (消えないもの)』を発表。「消えないもの」とは指に残るインクのしみであり、同時にまた『シャルリー・ヘブト』そして亡くなった風刺画家らの思い出である。

## 著書
シャルリー・エブド特集号
- 1998年：Les Mégret gèrent la ville (メグレ夫妻がヴィトロル市を牛耳る)
- 1999年：C'est la crise finale (最後の危機だ) --- 経済学者ベルナール・マリスとの共著
- 2002年：Monsieur le baron (大立者)
- 2005年：Un Turc est entré dans l'Europe (トルコ人が欧州に入ってきた)
- 2006年：Charlie blaspheme (冒涜のシャルリー)  --- シャルブとの共著

その他の単著
- 2002年：Cambouis (汚れた油), L'Association
- 2003年：The Joke (ザ・ジョーク), Les Requins Marteaux
- 2004年：ルービン・シュタイナー (Rubin Steiner) のアルバム OuMuPo3 のイラスト（レーベル：Ici, d'ailleurs）
- 2005年：Claudiquant sur le dancefloor (ダンスフロアでびっこを引きながら), Hoëbeke
- 2006年：Faire danser les filles (女の子たちを踊らせて), Hoëbeke
- 2007年：J'aime pas la chanson française (シャンソンは嫌い), Hoëbeke
- 2008年：Quand deux chiens se rencontrent (犬が2匹出会ったら), Les Échappés
- 2009年：Les Sarkozy gèrent la France (サルコジ夫妻がフランスを牛耳る), Les Échappés
- 2010年：Robokozy (ロボコジ)、Les Échappés
- 2010年：King of klub (クラブ王)、Les Échappés
- 2015年：Catharsis (カタルシス), Futuropolis
- 2016年：Ô vous, frères humains (ああ、あなたがた、同胞よ)  --- アルベール・コーエンの同名の自伝小説による作品 (アルベール・コーエンのこの作品については、邦訳は出版されていないが「私が10歳になった日」というタイトルが当てられているようである[22])
- 2016年：Misfits (ミスフィット) ---『カイエ・デュ・シネマ』に連載
- 2017年：Puppy (パピー、子犬) --- 1,000枚の画を集めたもの, Glénat
- 2018年：Indélébiles (消えないもの), Futuropolis

共著
- 2006年：Mozart qu'on assassin (殺されたモーツァルト), Albin Michel (シャルブ、カトリーヌ・ムリス（フランス語版）、リス、ティニウス、ジュルとの共著)
- 2009年：Le Cahier de vacances de Charlie Hebdo (シャルリー・エブドのヴァカンス手帳), Les Échappés (シャルブ、カトリーヌ・ムリス（フランス語版）との共著)

## 受賞
- 2003年：Cambouis (汚れた油) がアングレーム国際漫画祭「ヒマワリ賞 (Prix Tournesol)」を受賞。
- 2015年：Catharsis (カタルシス) がBd BOUMフェスティバル（毎年11月末にブロワで開催）で「ヌーヴェル・レピュブリック賞」を受賞。
- 2016年：Catharsis (カタルシス) が「フランス・アンフォ賞」および「マックス＆モーリッツ賞」(ドイツ) を受賞。